# Stanisław Kocan
Stanisław Kocan (ur. 28 sierpnia 1946 w Skierniewicach, zm. 26 marca 2007 tamże) – muzyk, działacz społeczno-kulturalny. Założyciel polskiej grupy muzycznej Błękitni.

## Życiorys

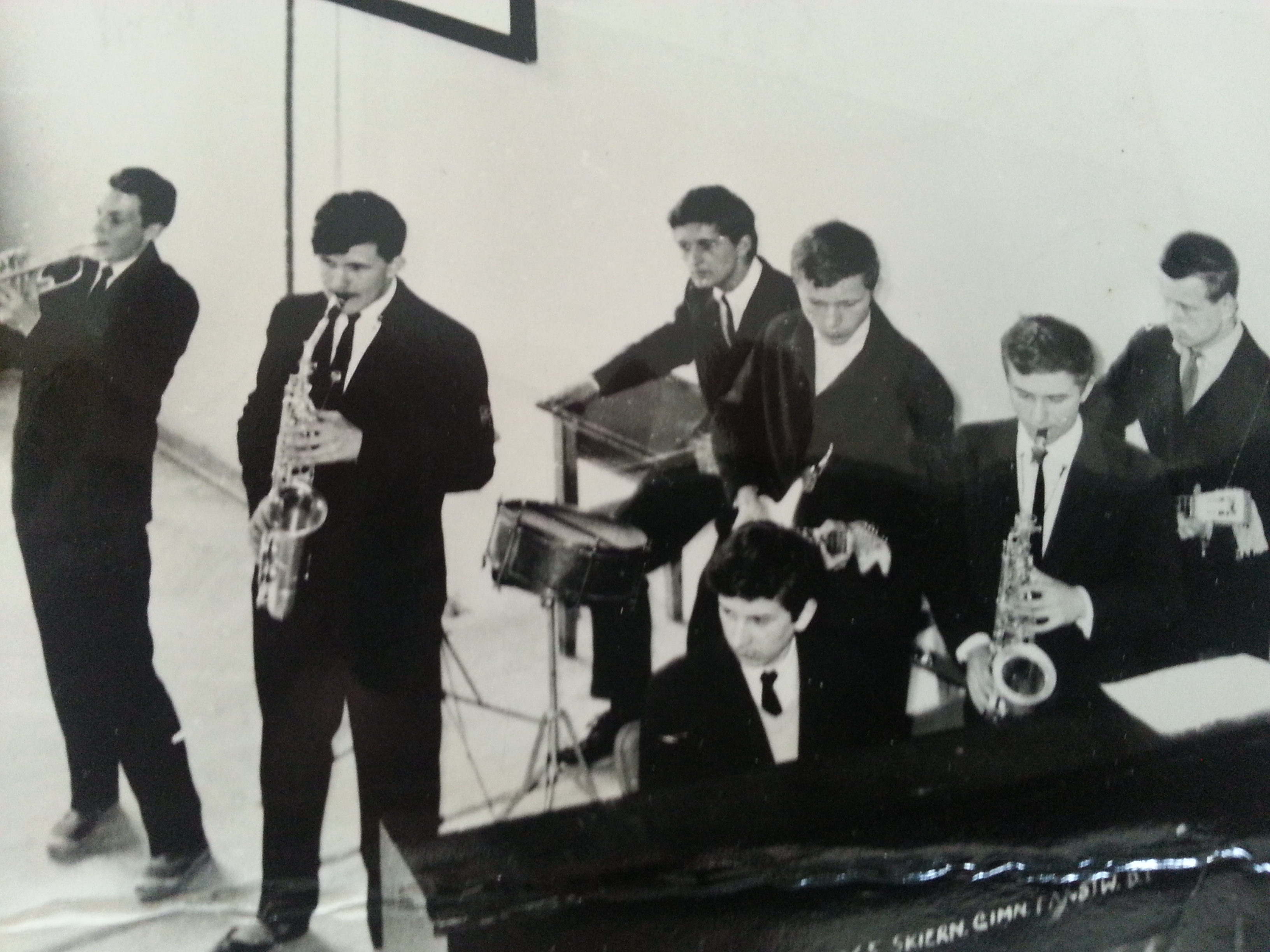
Błękitni (1965 rok) Stanisław Kocan - pianino

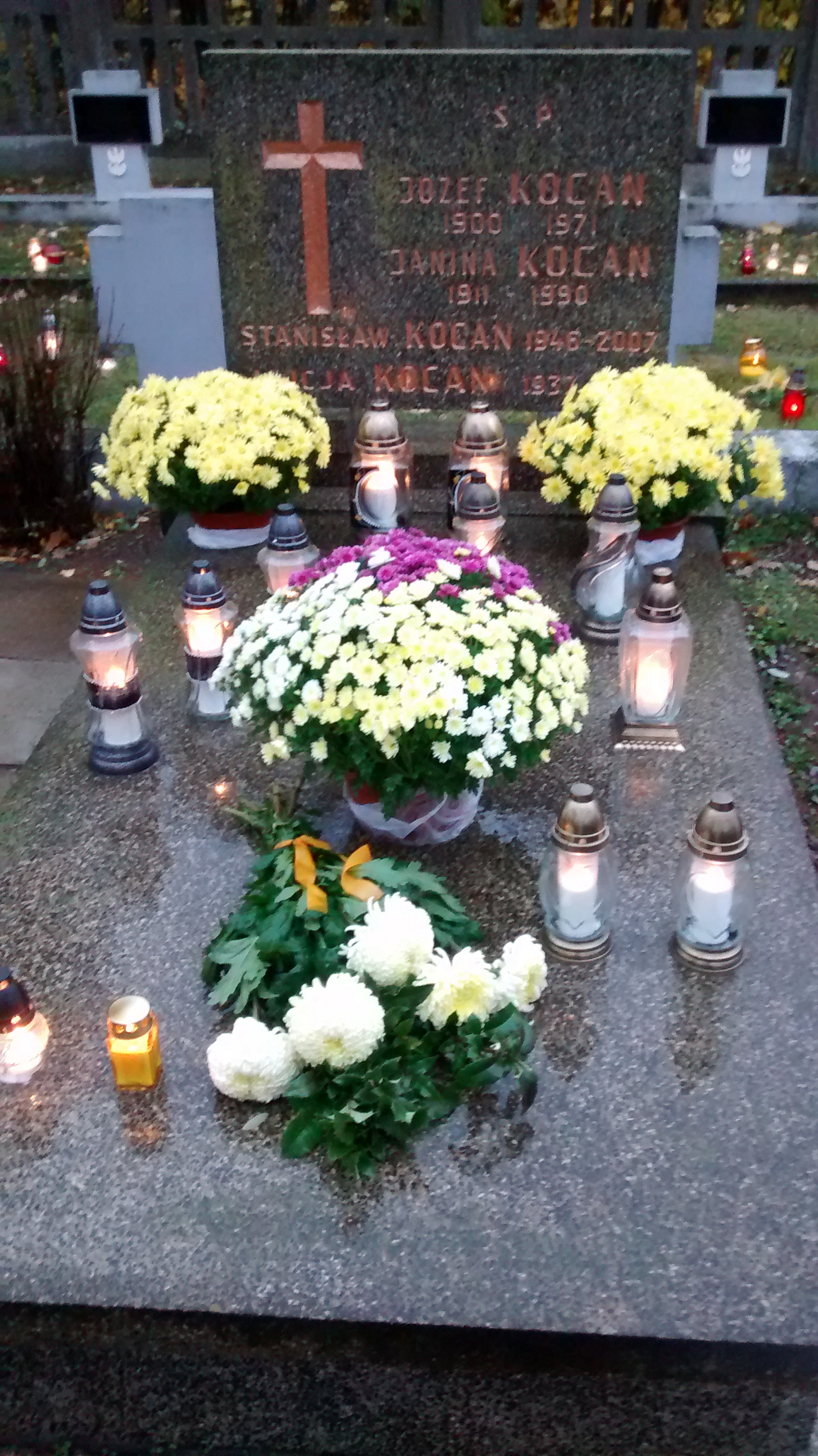
Grób Stanisława Kocana

Ukończył Liceum Ogólnokształcące im. B. Prusa w Skierniewicach. W 1968 roku rozpoczął studia w Państwowej Wyższej Szkole Teatralno-Filmowej w Łodzi na Wydziale Operatorskim – studiów nie ukończył.
Kilkudziesięcioletni pracownik Oświaty i Kultury w Skierniewicach.
Współzałożyciel grupy Big Band na początku lat osiemdziesiątych pod dyrekcją Zbigniewa Gniado przy Wojewódzkim Domu Kultury – w ramach współpracy partnerskiej Skierniewice – Gera (Niemcy) grupa koncertowała w 1983 roku w NRD.
W 1965 r. założył grupę muzyczną Błękitni. Pod koniec lat 70. założył zespół muzyczny A4, Grupę Muzyczną Od A do Z, Echa Podziemia.
W 1978 r. zespół Od A do Z występował m.in. w Telewizji Polskiej.
Pisał teksty i komponował muzykę dla zespołów Błękitni, Grupy Pająk, Mieszczanie, A4 oraz komponował aranżację muzyki rozrywkowej dla Orkiestry Reprezentacyjnej Wojska Polskiego w Skierniewicach.
Organizator koncertów, zapraszał znanych polskich muzyków, artystów: Elżbietę Wojnowską, Krzysztofa Krawczyka, Krzysztofa Sadowskiego, Macieja Zembatego, Andrzeja Rosiewicza, Johna Portera.
Społecznie działał dla Klubu Seniora Zacisze przy Miejskim Ośrodku Kultury odbywając z nimi szereg koncertów w kraju.
W latach 80. Wojewódzki Urząd Spraw Wewnętrznych prowadził fikcyjną dokumentację o Stanisławie Kocanie posiadającą jeden tom z 39 stronami. Obecnie dokumenty znajdują się w Instytucie Pamięci Narodowej w Łodzi (IPN Ld 0034/260 t. 2). Było to związane z osobą publiczną, popularną w tamtym okresie.
Został pochowany na cmentarzu Św. Józefa w Skierniewicach.

## Grupy muzyczne
- Błękitni
- A4
- Grupa Pająk
- OD A do Z
- Echa Podziemia
- Big Band Skierniewice